# Ужгородська унія

Руїни замкової церкви, в якій була укладена Ужгородська унія

У́жгородська у́нія 1646 року — акт церковного об'єднання з Римом 63 закарпатських священників Мукачівської православної єпархії на чолі з Василем Тарасовичем, укладений 24 квітня 1646 року в замковій церкві в Ужгороді з еґерським римо-католицьким єпископом Ю. Якушичем.

## Оригінал документу

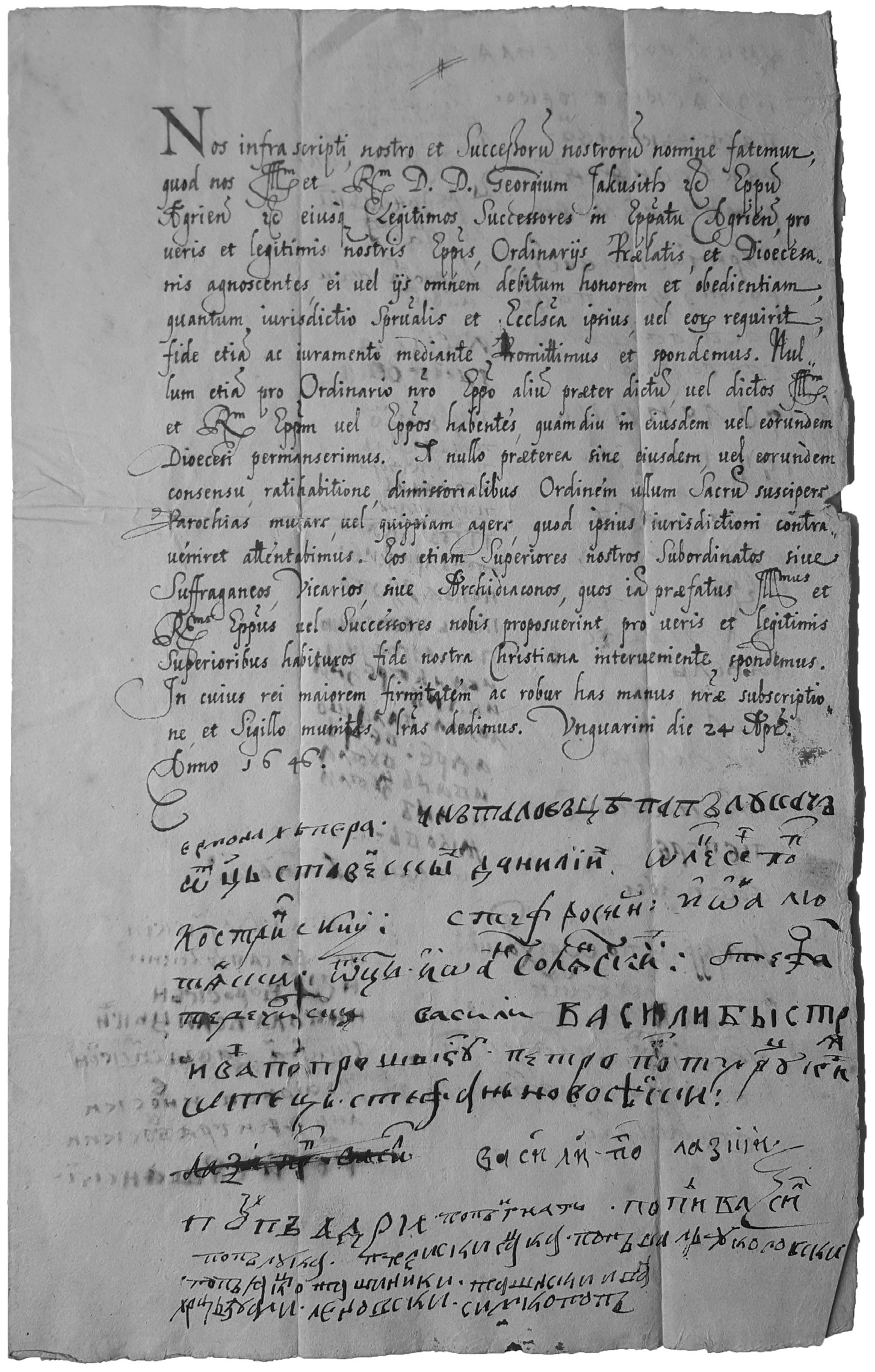
Лицьова сторона Ужгородської унії з текстом документа та підписами священиків.

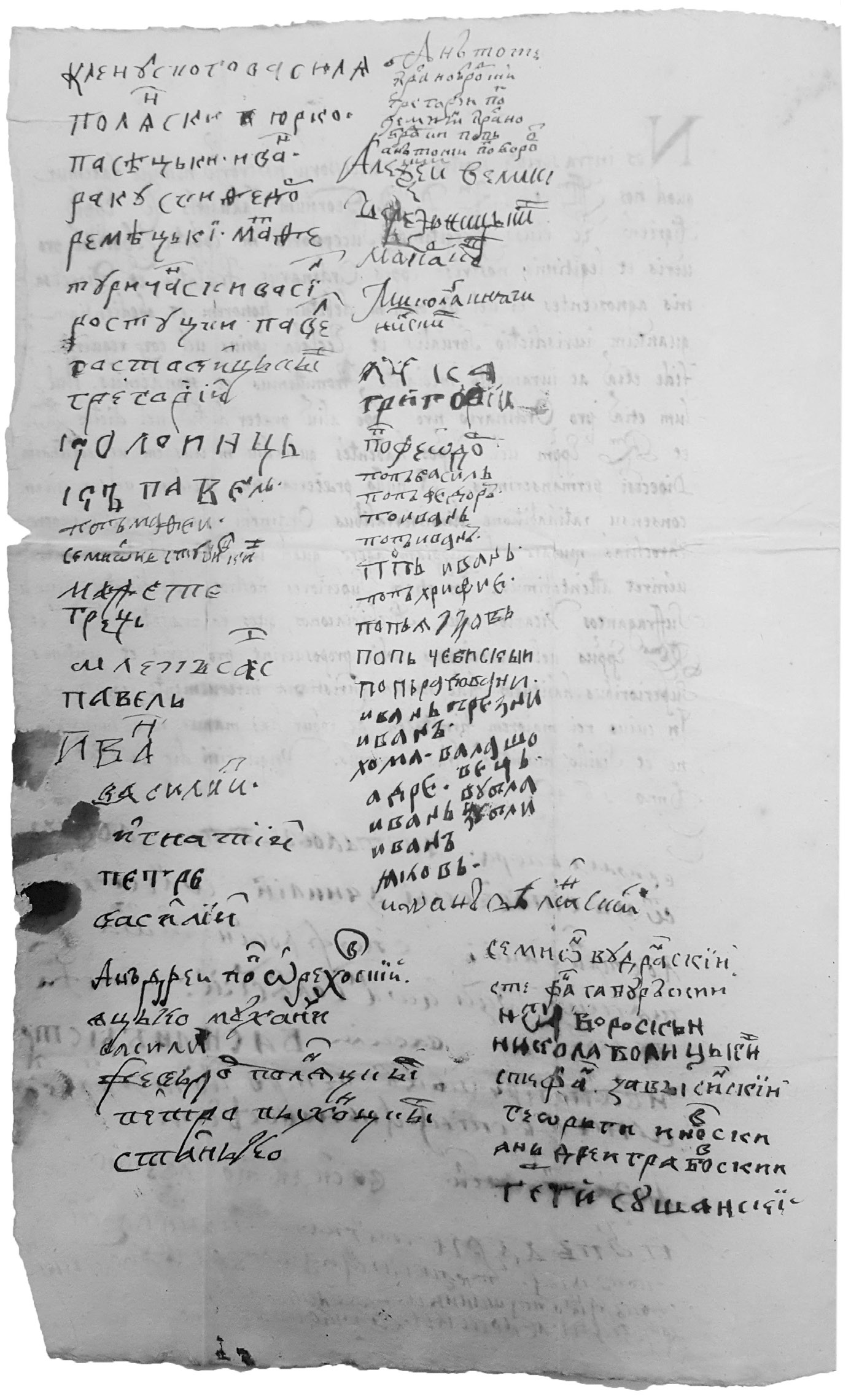
Зворотня сторона документа з підписами священиків.

4 травня 2016 року греко-католицький священник зі Словаччини Юрай Ґрадош виявив оригінал документу Ужгородської унії. Це аркуш паперу, на лицьовий частині якого написаний текст латинською мовою, де детально викладено умови унії. Під текстом і на зворотній стороні аркушу знаходяться підписи священників. Станом на 2016 рік документ знаходився в колекції Другетів з державного архіву міста Пряшів. Спочатку документ був частиною приватного архіву родини Другетів, розташованого в Гуменне. Дивом документ пережив численні переміщення під час світових війн і пожежі в 1947 році, перш ніж його передали державним установам, під керівництвом яких він був перевезений до Левочі в 1952 році, і нарешті в Пряшів у 1957 році. 
| Оригінальний текст латиною |
| --- |
| Nos infra scripti, nostro et Successoru nostroru nomine fatemur, quod nos Illm et Rm D. D. Georgium Jakusith etc Eppu Agrien etc eiusq Legitimos Successores in Eppatu Agrien, pro ueris et legitimis nostris Eppis, Ordinarijs, Praelatis, et Dioecesanis agnoscentes, ei uel ijs omnem debitum honorem et obedientiam, quantum iurisdictio Sprualis et Ecclsca ipsius, uel eor requirit, fide etia ac iuramento mediante Promittimus et spondemus. Nullum etia pro Ordinario nro Eppo aliu praeter dictu, uel dictos Illm et Rm Eppm uel Eppos habentes, quam diu in eiusdem uel eorundem Dioecesi permanserimus. A nullo praeterea sine eiusdem, uel eorundem consensu, ratihabitione, dimissiorialibus Ordinem ullum Sacru suscipers Parochias mutars, uel quippiam agers, quod ipsius iurisdictioni contrauéniret atténtabimus. Eos etiam Superiores nostros Subordinatos sine Suffraganeos, Vicarios, siue Archidiaconos, quos id praefatus Illmus et Rms Eppus uel Successores nobis proposuerint, pro ueris et legitimis Superioribus habituros fide nostra Christiana interueniente spondemus. In cuius rei maiorem firmitatem ac robur has manus nrae subscriptione et Sigillo munitas lras dedimus. Vnguarini die 24 Apr. Anno 1646. |

## Передумови
Основна частина населення у всіх місцевостях підкарпатського регіону знаходилася у дуже складному соціально-економічному становищі. Більшість населення краю не мало доступу до освіти і працювало на панщині. Більшість парафій Мукачівської єпархії з 1588 року були розташовані на землях протестантських князів з роду Ракоці, які були войовниче налаштовані проти католицизму, а також надміру втручалися у церковне життя православної єпархії та намагалися різними способами навернути місцеве населення до протестантизму. Така ситуація спонукала духовенство разом із єпископом шукати шляхи виходу з кризи.
У житті православної церкви в Речі Посполитій корінну зміну внесла Берестейська унія 1596 р. Після її прийняття священики звільнились від кріпацької залежності, стало забезпеченим їх проживання, регулярної душпастирської діяльності. А єпископів король запросив до сейму. Укладення Унії з її позитивними соціально-політичними наслідками для руського населення та кліру сильно вплинули на православну частину Угорського королівства. На той час кілька парафій північно-східної Угорщини підпадали під юрисдикцію історичної Перемишльської єпархії і тому коли єпископ Атанасій Крупецький з Перемишля приніс новини про Унію в регіон, він згодом розпочав управління першими унійними парафіями в межах Угорського королівства. У 1605 р., під впливом великого угорського місіонера Пазмань Петера, граф Юрій ІІІ Другет навертається з протестантизму у католицизм. За пропозицією графа, який був володарем західної частини Закарпаття, Атаназій Крупецький проголосив унію в Краснобрідському монастирі (нині Словаччина). Певний поспіх з боку графа Юрія ІІІ Другета та незавершений процес підготовки не дали тривкого результату.
Мукачівський єпископ Петроній після того, як протестантський управитель Мукачева вигнав його з міста, вирушив до Польщі, де зустрів іншого монаха Івана Григоровича, який закінчив богословські студії у Вільнюсі під проводом Йосифа Рутського та Йосафата Кунцевича. Саме знайомство з останніми двома на думку істориків М. Лацка та О. Барана мало певний вплив на Петронія та Григоровича, які разом з єп. Василем Тарасовичем власними силами та завзяттям причинилися до підготовки, проголошення та укладання Ужгородської унії. Кожен із цих трьох були також Мукачівськими єпископами: Петроній другий раз 1623–1627, Іван Григорович 1627–1633, Василь Тарасович 1633–1651. Ці єпископи підготували добрий ґрунт на якому проросла та розрослася Ужгородська унія 1646 року. 
Мукачівський єпископ Василь Тарасович продовжував готувати до унії усе духовенство і протягом двох років вів переговори з егерським єпископом Ліппої. 13 грудня 1640 року капітан мукачівського замку Іван Баллінг затримав та заточив владику у в'язниці замку. Після виходу з в'язниці єп. Тарасович не відмовився від унійних ідей і навіть спробував навести контакти з Апостольським нунцієм у Відні, за що і був знову ув'язнений у 1642 році й внаслідок судового процесу втратив юрисдикцію у власній єпархії та отримав заборону перебувати на територіях князя Юрія Ракоці. Після цього єпископ, будучи persona nongrata, поїхав до Відня в надії на підтримку імператора Фердинанда ІІІ та Апостольського нунція, який і повідомив Рим про ситуацію єпископа Тарасовича. Власне з Риму прийшов наказ про те, що єпископ Тарасович має повернутися у власну єпархію і продовжувати справу унії. Саме за час свого перебування у Відні єпископ склав у присутності нунція та всієї імператорської родини католицьке віровизнання. Спроби імператора переконати князя Юрія Ракоці про повернення єп. Тарасовича не дали жодного результату і тому, перебуваючи у містечку Каллов єпископ управляв тою частиною єпархії, яка була у володіннях католицьких правителів. Невдовзі війська князя Ракоці напали на Каллов, захопивши єпископа відправили його до Мукачева у в’язницю, де змушували зректися свого католицького віровизнання. 

## Укладення Унії
24 квітня 1646 року в каплиці Ужгородського замку 63 священники у присутності латинського єпископа Юрія Якушича урочисто проголосили об'єднання з католицькою церквою. Цей акт проголошення був плодом і наслідком довгої праці багатьох осіб і ввійшов в історію як Ужгородська унія. Велику заслугу в укладенні унії мали найближчі сподвижники єпископа Тарасовича василіани Петро Партеній Петрович і Габріель Косовицький.
Укладено її на таких умовах:
- збереження східного обряду;
- право вибору єпископа, що його Рим мав лише затверджувати;
- користування привілеями римо-католицького кліру.

14 травня 1648 року примас Угорщини Юрій Ліппай визнав і підтвердив унію і в тому ж році ввесь латинський єпископат зібраний на синоді у м. Трнава визнав Ужгородську унію.

## Наслідки
Остаточне зміцнення Ужгородської унії відбулося після вибору нового Мукачівського єпископа по смерті Василя Тарасовича в 1651 р., коли василіянин Петро Партеній Петрович (†1665), був обраний Мукачівським єпископом. Він отримав підтримку значної більшості духовенства, зокрема монахів монастиря св. Миколая на Чернечій Горі. Незважаючи на це вдова князя Юрія Ракоці, протестантка Жужанна Лорантффі не визнала свячень Партенія Петровича і номінувала єпископом Йоаннікія Зейкана. Після багатьох перипетій єп. Партеній Петрович був змушений повернутися до Ужгорода, де і отримав визнання своїх єпископських свячень та юрисдикцію над західною частиною Мукачівської єпархії з боку Риму завдяки старанням угорського примаса Юрій Ліппая, а східна частина єпархії залишалася у руках Йоаннікія Зейкана. Після смерті протестантських управителів Мукачева Жужанна Лорантффі та Юрія ІІ Ракоці у 1660, влада перейшла до вдови Юрія ІІ Софії Баторі, яка була представницею католицької знаті. Остання покликала у 1664 єпископа Партенія Петровича до Мукачева і довірила йому монастир св. Миколая як єпископський осідок, саме звідси розпочався процес поширення унійних принципів, проголошених у каплиці Ужгородського замку 16 квітня 1646 року, на інші комітати (райони) Закарпаття. До XVIII ст. все духовенство та населення територій сучасного Закарпаття, Східної Словаччини, Північної Угорщини та частково Румунії прийняли Ужгородську унію. Згідно даних зібраних і проаналізованих істориком о. М. Лацко у 1750 році Мукачівська єпархія нараховувала 145 107 вірників, та мала 858 парафій з 690 священниками.

## Сучасність
Мукачівська греко-католицька єпархія існує і сьогодні як автономна. Значна кількість українців-греко-католиків імігрували у США, де сьогодні діє Русинська візантійська католицька церква.

## Цікаві факти
Цікаво, що Петро Партеній Петрович був висвячений на єпископа православним єпископом Штефаном Симоновичем з Альба-Юлії, який висвятив його незважаючи на те, що Петрович був католиком і прихильником унії.